# 丹妮爾·柯林斯
丹妮爾·柯林斯（英語：Danielle Collins，1993年12月13日—）是美國职业网球女运动员，2016年轉職業。她的WTA生涯最高單打排名為第7（2022年7月11日）。

## 外部連結
- 丹妮爾·柯林斯的国际女子网球协会官方資料（英文）
- 丹妮爾·柯林斯的國際網球總會 職業／青少年 官方資料（英文）